# Karin Liungman
Karin Elise Liungman, ogift Nielsen, född 25 augusti 1941 i Carl Johans församling i Göteborg, död 6 november 2018 i Väddö distrikt, var en svensk kompositör, musiker och föreläsare.
Karin Liungman var dotter till läkaren och psykoanalytikern Nils Nielsen och Britta von Sneidern Berglund.
Liungman är kanske mest känd från duon James & Karin, där hon tillsammans med James Hollingworth spelade in låtar som "Älgarna demonstrerar" och "Harrys hare". Liungman skrev också en rad egna verk, till exempel Det kunde vara jag, en kortmusikal för barnkör, och Passion för Jorden för vuxenkör, med musik av Georg Riedel. En av hennes mest kända sånger är "Morgon på Kungsholmen" (på Medvind, 1974) och "Älgen i min själ".
Utöver sitt arbete med att komponera, textsätta och framföra musik undervisade Liungman också i kreativt skrivande, och föreläste om musikens påverkan på kropp och själ.
Karin Liungman var 1966–1974 gift med gymnasieläraren och sedermera läkaren Ragnar Ljungman (1940–2012) och fick dottern Sofie Ljungman. På 1970-talet var hon sambo med sin artistkollega James Hollingworth. 1978–1987 var hon gift med Philip Hicks Tucker (född 1947) från USA. I början av detta äktenskap hette hon Tucker innan namnet Liungman återtogs. 
Karin Liungman avled 2018 efter en tids cancersjukdom.

## Diskografi
- Snövit och de sju dvärgarna - 1973 LP popopera med musik av Berndt Egerbladh
- Medvind – LP, 1974, samman med James Hollingworth
- Barnlåtar – LP, 1974, med James Hollingworth
- Djurens brevlåda – LP, 1976, med James Hollingworth
- Det är hårt å va hund – 1980
- I denna magiska tid – 1989
- Barnlåtar – CD, 1995, med James Hollingworth
- Djurens brevlåda – CD, 1995, med James Hollingworth
- Älgen i min själ – 2000
- Det är hårt å va hund – CD, 2001